# Mærsk Mc-Kinney Møller (nave)
La Mærsk Mc-Kinney Møller è una nave portacontenitori appartenente alla compagnia di navigazione danese Maersk Line. Prima unità della classe tripla E (o classe EEE, sigla che sta per Economia di scala - Efficienza energetica - Ecocompatibilità), al momento dell'entrata in servizio era la portacontenitori più grande al mondo, avendo una capacità di carico di 18.270 TEU. Perse in seguito questo primato a favore della CSCL Globe, entrata in servizio nel novembre 2014 e avente una capacità di carico pari a 19.100 TEU.

## Caratteristiche
Lunga 399 metri, al momento della costruzione era tra le navi più lunghe mai costruite, superata solo da alcune petroliere varate nella seconda metà degli anni '70 (la Seawise Giant e le unità delle classi Batillus ed Esso Atlantic). Come le gemelle, la Mærsk Mc-Kinney Møller è spinta da due motori MAN a due tempi lenti (80 giri al minuto) e può raggiungere una velocità massima di 23 nodi, due in meno rispetto alle precedenti navi della classe E. Questa riduzione di velocità ha portato a una riduzione del 25% circa della potenza installata.

## Nome
La nave prende il suo nome all'armatore Mærsk Mc-Kinney Møller (1913-2012), figlio del capostipite fondatore della società armatrice danese.

## Servizio
La Mærsk Mc-Kinney Møller opera sulla linea collegante Shanghai, Ningpo, Xiamen, Hong Kong, Yantian, Singapore, Tanjung Pelepas, Algeciras, Rotterdam, Bremerhaven e Felixstowe passando per lo Stretto di Malacca, il Canale di Suez e lo Stretto di Gibilterra.